# Öfingen
Öfingen is een Stadtteil van de gemeente Bad Dürrheim in het Schwarzwald-Baar-Kreis in de Duitse deelstaat Baden-Württemberg.

## Ligging
Öfingen ligt aan het oostelijk uiteinde van de Baarhoogvlakte, tussen het zuidelijk deel van het Zwarte Woud en de Schwäbische Alb. Öfingen ligt in hoogte tussen de Baar (Oberbaldingen, ca. 695 m) en zijn huisberg, de Himmelberg (941 m) ten oosten van het dorp, en biedt zodoende uitzicht over de Baar en het Zwarte Woud.

## Wapen
Het wapen van Öfingen toont een rode leeuw op een witte achtergrond. Het wapen is sinds de inlijving van de vroegere gemeente bij Bad Dürrheim niet meer geldig.

## Geschiedenis
De eerste keer dat Öfingen formeel genoemd wordt dateert uit 973. De toenmalige hertog Berchthold laat Öfingen per testament na aan de abdij van Reichenau. In het jaar 1377 komt Öfingen bij Württemberg en werd daardoor bijna 200 jaar later in 1555 protestants. De Öfinger kerk is een voorbeeld van een middeleeuwse weerkerk. 
Öfingen, dat in 1971 bij Bad Dürrheim ingedeeld werd, speelt door het in 1984 gebouwde vakantiepark een belangrijke rol in de kuurgeschiedenis van Bad Dürrheim. In mei 1991 draagt Öfingen het predicaat "staatlich anerkannter Erholungsort".
Sinds 1999 is het vakantiepark aan de noordzijde van Öfingen de standplaats van weerstudio Zuid van Meteomedia AG van Jörg Kachelmann, van waaruit ook de weersverwachtingen voor de ARD komen.